# Laguna del Inca
Laguna del Inca (prononcé en espagnol : [laˈɣuna ðel ˈiŋka]) est un lac situé dans la région de Valparaíso, au Chili, à proximité de la frontière entre l'Argentine et le Chili. La station de sports d'hiver de Portillo est située à l'extrémité sud du lac, près de la route 60 (en).
La Laguna del Inca mesure 4 km de long et 700 mètres de large. Le cours d'eau qui draine le lac est un affluent de la rivière Juncalillo, qui se jette dans le Río Juncal.